# 좁은머리밭쥐
좁은머리밭쥐(Microtus gregalis)는 밭쥐속에 속하는 설치류의 일종이다. 아시아 북부와 중부, 미국 알래스카 주까지 분포한다. 좁은머리밭쥐아속(Stenocranius)의 유일종이다.

## 특징
좁은머리밭쥐는 꼬리를 제외한 몸길이가 89~122mm이고, 꼬리는 21~32mm로 짧다. 중국의 다른 밭쥐속 종들과 두개골 길이가 다르다. 여름에 등 쪽 털은 엷은 누르스름한 담황색이며, 옆구리 쪽으로 더 옅어지고 배 쪽의 누르스름한 회색으로 합쳐진다. 겨울에 등 쪽은 더 밝은 불그스레한 황토색을 띤다. 꼬리는 균일한 누르스름한 담황색 또는 윗면의 짙은 갈색과 아랫면의 누르스름한 갈색의 두 가지 색을 띨 수 있다. 손발 윗면은 갈색빛 흰색이다.

## 분포 및 서식지
좁은머리밭쥐는 백해부터 콜리마강 지역까지 북유럽과 아시아의 툰드라 지역에 걸쳐 분포한다. 카자흐스탄과 키르기스탄, 시베리아 남서부, 사하 공화국, 몽골, 중국 북부 지역 스텝 지대에서 별도의 개체군으로 발견되기도 한다. 미국 알래스카 주에서도 발견된다. 일반적인 서식지는 초원과 준사막 지대, 개방된 숲 초원 지대, 해발 최대 4000m의 고산 목초지와 강 유역 목초지 지역이다.

## 습성
좁은머리밭쥐는 땅 아래 최대 25 cm 깊이에 만들어진 복잡한 굴 속에서 서석한다. 다수의 입구와 둥지로 쓰는 여러 개의 방을 갖고 있다. 좁은 머리는 얼어 붙은 땅의 좁은 틈과 균열을 통해 밖으로 좀더 쉽게 빠져 나올 수 있도록 머리가 좁은 방향으로 진화한 것으로 추정된다. 주로 저녁 어스름과 밤에 활동적이지만 먹이를 찾아 낮에 굴 밖으로 나오기도 한다. 먹이는 풀과 콩과 식물, 기타 땅 속과 땅 위 식물 등이다. 따뜻한 계절에 번식을 하고, 매년 약 5번 평균 8마리의 새끼를 낳는다.

## 보전 상태
좁은머리밭쥐는 아주 넓은 지역에 분포하며, 개체수가 유동적이지만 특별한 위협은 발견되지 않으며 개체수가 전반적으로 안정적이다. 국제 자연 보전 연맹(IUCN)이 보전 등급을 "관심대상종"으로 분류하고 있다.